# Рудов, Иван Афанасьевич
Иван Афанасьевич Рудов (6 декабря 1931, село Старая Карань, Мариупольский округ, Украинская ССР) — бригадир полеводческой бригады колхоза имени Ленина Тельмановского района Донецкой области, Украинская ССР. Герой Социалистического Труда (1973).

## Биография
Родился в 1931 году в крестьянской семье в селе Старая Карань (сегодня — Гранитное). После окончания школы трудился в местном колхозе. Проходил срочную службу в Советской Армии, после которой возвратился в родное село, где продолжил трудиться в колхозе имени Ленина Тельмановского района. По окончании заочного отделения сельскохозяйственного техникума трудился бригадиром механизированной полеводческой бригады. За выдающиеся трудовые достижения по итогам работы во время Восьмой пятилетки (1966—1970) награждён Орденом Ленина.
За первые три года Девятой пятилетки (1971—1975) бригада под его руководством выполнили пятилетний план продажи государству, собрав 12,4 тысячи тонн зерновых вместо запланированных 6,1 тысячи тонн. Указом Президиума Верховного Совета СССР от 8 декабря 1973 года удостоен звания Героя Социалистического Труда за «большие успехи, достигнутые во Всесоюзном социалистическом соревновании, и проявленную трудовую доблесть в выполнении принятых обязательств по увеличению производства и продажи государству зерна, сахарной свёклы, масличных культур и других продуктов земледелия в 1973 году» с вручением ордена Ленина и золотой медали «Серп и Молот».
В последующем трудился председателем Гранитненского сельского совета.
После выхода на пенсию проживал в селе Гранитное.

## Награды
- Герой Социалистического Труда
- Орден Ленина — дважды (08.04.1971; 1973)